# Федорук Анатолій Петрович
Анатолій Петрович Федору́к (нар. 10 травня 1972, с. Велика Медведівка Красилівського району Хмельницької області) — міський голова міста Буча Київської області з 7 квітня 1998 року. Голова Правління Київського регіонального відділення Асоціації міст України. Безпартійний.

## Освіта
У 1997 — закінчив Національний педагогічний університет імені М. П. Драгоманова, отримав диплом за спеціальністю «Всесвітня історія» та кваліфікацію — вчитель історії.
У 2011 — закінчив Національну академію державного управління при Президентові України та отримав другу вищу освіту за спеціальністю «Управління суспільним розвитком», де здобув кваліфікацію магістра управління суспільним розвитком.

## Трудова діяльність
- 1989 — спортивний інструктор колгоспу «Надія», с. Велика Медведівка Красилівського району Хмельницької області.
- 1990—1992 — служба в Збройних силах.
- 1992—1993 — вчитель історії Великомедведівської середньої школи, с. Велика Медведівка Красилівського району Хмельницької області.
- 1993—1997 — обраний головою Великомедведівської сільської ради, с. Велика Медведівка Красилівського району Хмельницької області.
- 1997—1998 — вихователь Бучанської середньої школи-інтернату для дітей-сиріт, смт. Буча Київської області.
- 1998—2002 — обраний Бучанським селищним головою, смт. Буча Київської області. Переобраний повторно на посаду в 2002 і в 2006 роках.
- 2007—2010 — обраний Бучанським міським головою, м. Буча Київської області. Переобраний повторно на посаду в 2010 і в 2015 роках.
- Міський голова м. Буча Київської області по теперішній час.
- 2011 — обраний головою правління Київського регіонального відділення Асоціації міст України.

Професійне кредо: «Робота з людьми і для людей. Покращення їх добробуту та забезпечення належного рівня життя».
Результатом діяльності Анатолія Федорука стало те, що смт. Буча отримала статус міста обласного значення в 2007 році. Також докорінно змінився вигляд міста завдяки розвиненню інфраструктури.
Створені комунальні підприємства: Державне комунальне житлово-експлуатаційне підприємство, яке надає послуги населенню по обслуговуванню житлового фонду і по наведенню благоустрою в місті. Визнано найкращим в регіоні.
Державне комунальне підприємство громадського харчування «Продсервіс», яке обслуговує 5 дитячих садочків та 7 шкіл Бучі та Ворзеля.
Місто Буча приваблює новобудовами, красивою центральною площею, скверами та паркам.
Багато зусиль покладено для розбудови сфери відпочинку міста: відкрито стадіон «Ювілейний», кіномистецький комплекс «Акваріус», 18 сучасних дитячих та 11 спортивних майданчиків, а також — літню естраду в парку відпочинку.
Організовано дитячу школу мистецтв і дитячо-юнацьку спортивну школу, 2 нових дошкільних навчальних заклади, медико-соціальний центр та благодійну їдальню для нужденних людей.
Відремонтовано центральний будинок культури. Реконструйовано центральну площу міста — Київська площа. Відкрито два сучасних торговельних центри — «Нова лінія» і «ЕКО маркет», гіпермаркет «Novus».
Анатолій Федорук багато уваги приділяє житловому питанню — будуються нові житлові масиви із сучасною комфортною інфраструктурою.
За період керівництва Анатолія Федорука надходження у бюджет міста зросли більше ніж у 100 разів.
Аналітичний центр «Universitas» назвав Бучу першим серед малих міст України за якістю життя згідно з усіма показниками.
Також Анатолій Петрович Федорук увійшов у рейтинг 15 найефективніших мерів міст України.
У планах розвитку міста закладене будівництво санаторіїв, будинків відпочинку, спортивно-оздоровчих центрів.
За ініціативи Анатолія Федорука були проведені ряд зустрічей та семінарів на міжнародному рівні з метою сприяння укріпленню існуючих та налагодженню нових дружніх відносин між містами України та деякими зарубіжними країнами (Грузією, КНР, Словаччиною, Литвою, Польщею, Румунією тощо), а також — обміну досвідом між ними.
25 жовтня 2016 року Печерський районний суд Києва усунув з посади мера Бучі Київської області Анатолія Федорука на 2 місяці до 11 грудня. Його підозрюють в передачі комунальної землі під забудову компанії «Меліоратор», яка належить родині його дядька Василя Яцюка.

## Нагороди та відзнаки
- Орден «За заслуги» ІІ ступеня (23 серпня 2021) — за значний особистий внесок у державне будівництво, зміцнення обороноздатності, соціально-економічний, науково-технічний, культурно-освітній розвиток Української держави, вагомі трудові досягнення, багаторічну сумлінну працю та з нагоди 30-ї річниці незалежності України[5]
- Орден «За заслуги» ІІІ ступеня (4 грудня 2007) — за вагомий особистий внесок у розвиток місцевого самоврядування, багаторічну сумлінну працю і високий професіоналізм[6]
- Орден «За мужність» III ст. (24 березня 2022) — за вагомий особистий внесок у захист державного суверенітету та територіальної цілісності України, мужність і самовіддані дії, виявлені під час організації оборони населених пунктів від російських загарбників[7]
- Лауреат Громадської акції «Ділова Київщина», отримав диплом та відзнаку «Патріот Київщини» за вагомий внесок у розбудову Київської області (2009)
- Відзнаки Президента України — ювілейною медаллю «20 років Незалежності України» (19 серпня 2011) — за визначний особистий внесок у соціально-економічний, науково-технічний та культурно-освітній розвиток української держави[8].